# پیدیمونته سان جرمانو
پیدیمونته سان جرمانو (به ایتالیایی: Piedimonte San Germano) یک کومونه در ایتالیا است که در استان فروزینونه واقع شده‌است. پیدیمونته سان جرمانو ۱۷٫۳۹ کیلومتر مربع مساحت و ۶٬۲۶۷ نفر جمعیت دارد و ۱۱۵ متر بالاتر از سطح دریا واقع شده‌است.

## خواهرخوانده
شهر Podkowa Leśna خواهرخواندهٔ پیدیمونته سان جرمانو هست.